# Право на охорону здоров'я

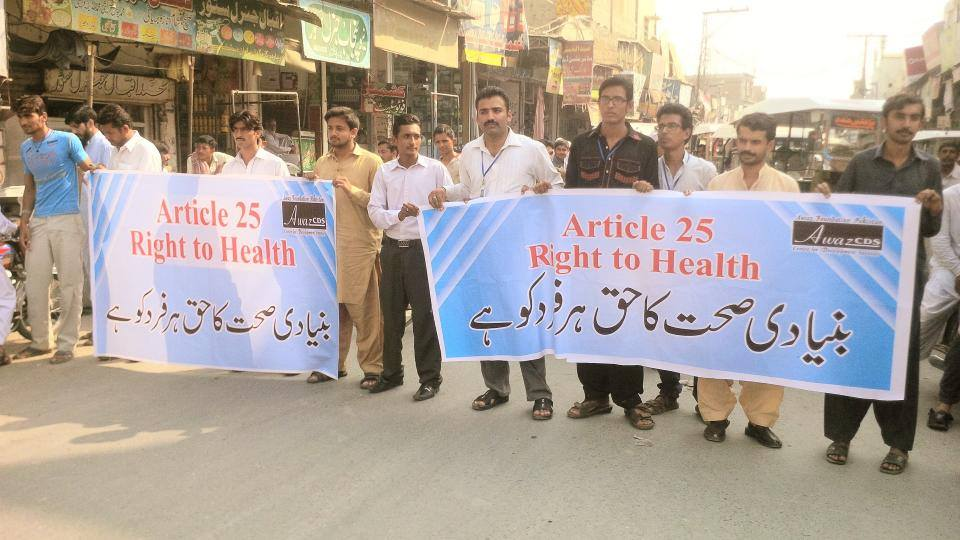
Мітинг протестувальників за право на здоров'я в Пакистані

Право на охорону здоров'я — економічне, соціальне та культурне право на універсальний мінімальний стандарт здоров'я, на який мають право всі люди.  Концепція права на здоров'я була перерахована в міжнародних угодах, які включають Загальну декларацію прав людини, Міжнародний пакт про економічні, соціальні та культурні права та Конвенцію про права людей з обмеженими можливостями. Наразі наявні дискусії щодо тлумачення та застосування права на здоров'я через такі міркування, як визначення здоров'я, які мінімальні права включені в право на здоров'я та які установи відповідають за забезпечення права на здоров'я.
Ініціатива вимірювання прав людини вимірює право на здоров'я для країн у всьому світі на основі їхнього рівня доходу.

## Поняття

### Конституція Всесвітньої організації охорони здоров'я (1946р.)
Преамбула Статуту Всесвітньої організації охорони здоров'я (ВООЗ) 1946 року визначає здоров'я в широкому сенсі як «стан повного фізичного, психічного та соціального благополуччя, а не лише відсутність хвороб чи фізичних вад». Конституція визначає право на здоров'я як «користування найвищим досяжним рівнем здоров'я» і перераховує деякі принципи цього права як здоровий розвиток дитини; справедливе поширення медичних знань та їх переваг; і державні соціальні заходи для забезпечення належного здоров'я.
Френк П. Ґред відзначає, що Конституція ВООЗ «затверджує … повну сферу сучасної міжнародної громадської охорони здоров'я», встановлюючи право на здоров'я як «фундаментальне, невід'ємне право людини», яке уряди не можуть обмежити, і радше зобов'язані захищати та підтримувати. Зокрема, Конституція ВООЗ знаменує перше офіційне розмежування права на здоров'я в міжнародному праві.

### Загальна декларація прав людини (1948)

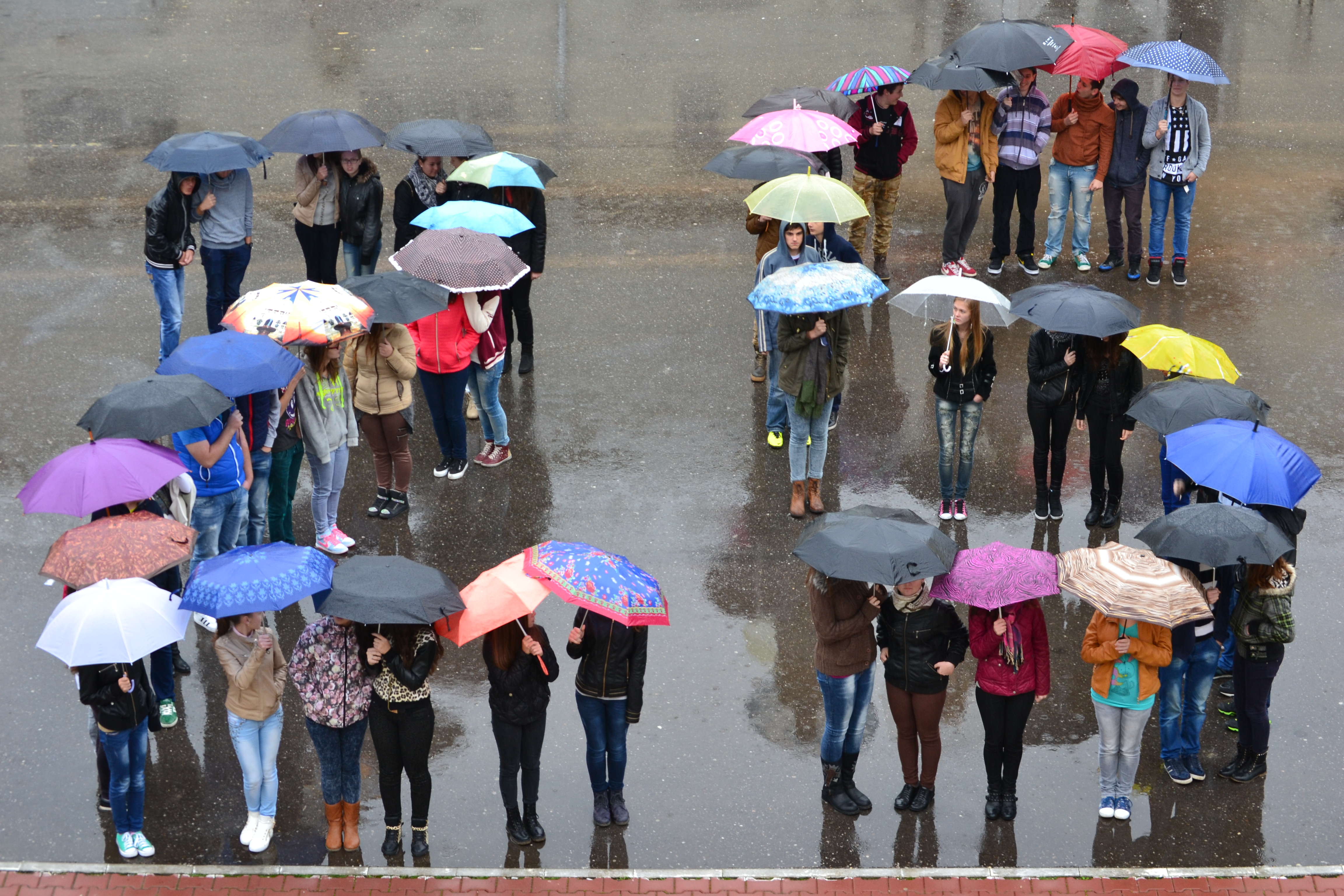
Румунські активісти створюють «25» за допомогою парасольок, посилаючись на статтю 25 Загальної декларації прав людини ООН.

Стаття 25 Загальної декларації прав людини Організації Об'єднаних Націй 1948 року зазначає, що «кожна людина має право на такий життєвий рівень, включаючи їжу, одяг, житло, медичний догляд і необхідний для підтримки здоров'я і добробуту її самої та її сім'ї. необхідні соціальні послуги». Загальна декларація передбачає додаткові умови для забезпечення безпеки у випадку фізичної слабкості або інвалідності, а також особливо згадує про догляд за тими, хто є материнством чи дитинством.
Загальна декларація прав людини вважається першою міжнародною декларацією основних прав людини, як свобод, так і прав. Верховний комісар Організації Об'єднаних Націй з прав людини Наванетхем Піллей пише, що Загальна декларація прав людини «закріплює бачення, яке вимагає сприйняття всіх прав людини — громадянських, політичних, економічних, соціальних чи культурних — як нерозривного й органічного цілого, нероздільного й взаємозалежного.» Так само Gruskin et al. стверджують, що взаємопов'язаний характер прав, виражених у Загальній декларації, встановлює «відповідальність, [яка] поширюється за межі надання основних медичних послуг до боротьби з детермінантами здоров'я, такими як забезпечення належної освіти, житла, харчування та сприятливих умов праці», далі зазначаючи, що ці положення «самі по собі є правами людини і необхідні для здоров'я».

### Міжнародна конвенція про ліквідацію всіх форм расової дискримінації (1965р.)
Здоров'я коротко розглядається в Міжнародній конвенції ООН про ліквідацію всіх форм расової дискримінації, яка була прийнята в 1965 році і набула чинності в 1969 році. Конвенція закликає держави «заборонити та ліквідувати расову дискримінацію в усіх її формах і гарантувати право кожного, незалежно від раси, кольору шкіри, національного чи етнічного походження, на рівність перед законом» і посилається на положення «Право на охорону здоров'я, медичне обслуговування, соціальне забезпечення та соціальні послуги».

### Міжнародний пакт про економічні, соціальні та культурні права (1966)

Держави-учасниці та підписанти Міжнародного пакту про економічні, соціальні та культурні права. Сторони та підписанти МПЕСКП:
підписано та ратифіковано
підписано, але не ратифіковано
не підписано і не ратифіковано

Організація Об'єднаних Націй далі визначає право на здоров'я в статті 12 Міжнародного пакту про економічні, соціальні та культурні права 1966 року, де зазначено:
|  | Держави, що беруть участь у цьому Пакті, визнають право кожної людини на найвищий досяжний рівень фізичного і психічного здоров'я. Заходи, які повинні вживатися державами, що беруть участь у цьому Пакті, для забезпечення повного здійснення цього права, включають заходи, необхідні для: зниження рівня мертвонароджуваності та дитячої смертності, а також для здорового розвитку дитини; поліпшення всіх аспектів гігієни навколишнього середовища і промислової гігієни; профілактики, лікування та боротьби з епідемічними, ендемічними, професійними та іншими захворюваннями; створення умов, які б гарантували всім медичне обслуговування та медичну допомогу в разі хвороби. |

#### Зауваження загального порядку №14 (2000)
У 2000 році Комітет ООН з економічних, соціальних і культурних прав видав Зауваження загального порядку № 14, в якому розглядаються «суттєві питання, що виникають під час виконання Міжнародного пакту про економічні, соціальні та культурні права» щодо статті 12 і «право на найвищий досяжний рівень здоров'я». Загальний коментар містить більш чітку, оперативну формулювання щодо свобод і прав, включених до права на здоров'я, Загальний коментар містить пряме роз'яснення, що «право на здоров'я не слід розуміти як право бути здоровим». Натомість право на здоров'я формулюється як набір свобод і прав, які враховують біологічні та соціальні умови людини, а також наявні ресурси держави, обидва з яких можуть перешкоджати праву бути здоровим з причин, які не залежать від впливу або контролю з боку. стан. Стаття 12 зобов'язує державу визнати, що кожна особа має невід'ємне право на найкращий можливий рівень здоров'я, і перераховує (принаймні частково) «свободи від» і «права», які супроводжують таке право; однак він не зобов'язує державу гарантувати, що всі люди фактично є цілком здоровими, а також що всі особи повністю визнають права та можливості, перелічені у праві на здоров'я.

##### Відношення до інших прав
Подібно до Загальної декларації прав людини, Загальний коментар пояснює взаємопов'язаний характер прав людини, зазначаючи, що «право на здоров'я тісно пов'язане з реалізацією інших прав людини та залежить від них», і тим самим підкреслює важливість прогресу в інші права, такі як права на їжу, роботу, житло, життя, недискримінацію, людську гідність та доступ до важливості, серед іншого, до визнання права на здоров'я. Подібним чином у Загальному коментарі визнається, що «право на здоров'я охоплює широкий спектр соціально-економічних факторів, які сприяють створенню умов, у яких люди можуть вести здоровий спосіб життя, і поширюється на основні детермінанти здоров'я». У цьому відношенні Загальний коментар стверджує, що конкретні кроки до реалізації права на здоров'я, перелічені в статті 12, не є вичерпними і суто ілюстративними за своєю природою.
Нерозривний зв'язок між здоров'ям і правами людини

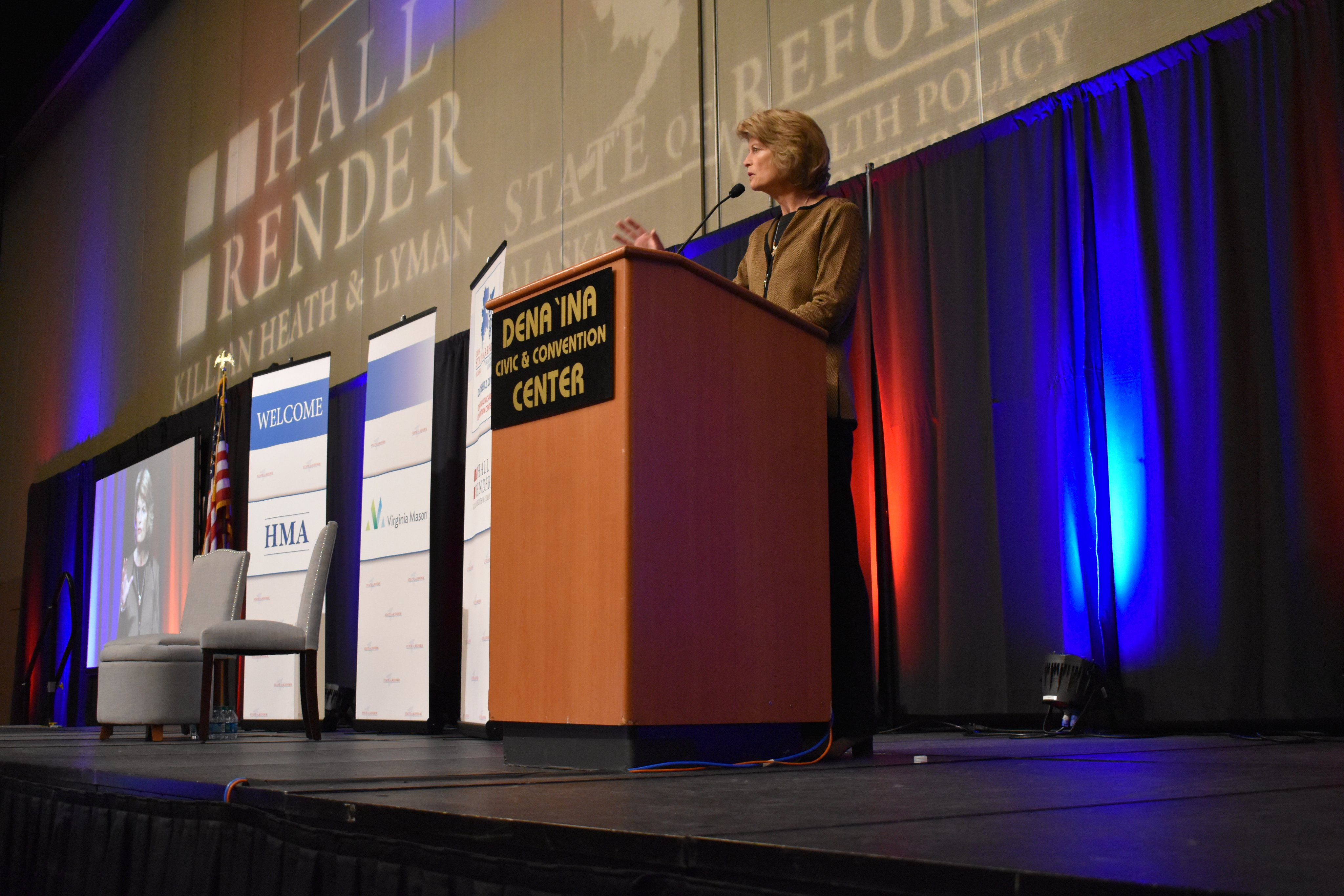
Ліза Мурковскі на 2019 році на конференції щодо політики реформування охорони здоров'я штату Аляска

Джонатан Манн був професором охорони здоров'я та прав людини Франсуа-Ксав'є Банью та професором епідеміології та міжнародної охорони здоров'я в Гарвардській школі громадської охорони здоров'я імені Т. Х. Чана. Він був відомий як потужний піонер і прихильник сприяння здоров'ю, етики та прав людини, відстоюючи теорію про те, що здоров'я та права людини нерозривно взаємопов'язані в динамічному взаємозв'язку.
За словами Манна, здоров'я та права людини є взаємодоповнюючими підходами до визначення та покращення добробуту людини. У 1994 році Джонатан Манн та його колеги започаткували «Здоров'я та права людини», щоб підкреслити важливість цього нерозривного зв'язку між здоров'ям та правами людини.
У першому томі «Здоров'я та права людини» Джонатан Манн та його колеги опублікували змінну статтю, щоб дослідити потенційну співпрацю в галузі охорони здоров'я та прав людини. У цій статті Mann et al. описати структуру для з'єднання двох взаємопов'язаних доменів. Ця структура розбивається на три широкі зв'язки.
Перший зв'язок між здоров'ям і правами людини є політичним. Манн та його колеги стверджують, що політика, програми та практика охорони здоров'я впливають на права людини, особливо коли державна влада розглядається у сфері охорони здоров'я.
Далі стаття постулює зворотний зв'язок: що порушення прав людини мають вплив на здоров'я. Він також вимагає експертів у сфері охорони здоров'я, щоб допомогти зрозуміти, як на здоров'я та благополуччя можуть вплинути порушення прав людини шляхом вимірювання та оцінки.
Третій сегмент основи, що пов'язує здоров'я та права людини, представляє концепцію, згідно з якою захист і заохочення прав людини та здоров'я фундаментально пов'язані в динамічному взаємозв'язку. Хоча література значною мірою підтверджує перші два зв'язки, ця третя гіпотеза не була досліджена настільки суттєво.
Стаття підтримує цю концепцію, стверджуючи, що цей зв'язок свідчить про драматичні практичні наслідки в незалежних операціях, а також у взаємодії в діяльності практики громадського здоров'я та практики прав людини. Існує те, що вважається взаємозалежністю, яку неможливо заперечити. Крім того, Манн і його колеги стверджують, що дослідження, освіта, досвід і адвокація необхідні для розуміння цього перетину, щоб зрозуміти і підвищити добробут людей у всьому світі.
Зрештою, місія Манна та його колеги полягає в тому, щоб донести, що в той час як індивідуальне здоров'я було значною мірою в центрі уваги медичних та інших служб охорони здоров'я, особливо щодо фізичних захворювань та інвалідності, центр громадської охорони здоров'я більшою мірою розвивався навколо того, як люди можуть бути здоровий. Відповідно до цього напрочуд простого визначення, місія громадської охорони здоров'я полягає у зміцненні здоров'я та запобіганні проблемам зі здоров'ям — хворобам, інвалідності, передчасній смерті. Тобто традиційне уявлення про індивідуальне здоров'я, як його розуміють і опрацьовують служби охорони здоров'я, є «однією з основних умов здоров'я», але не є єдиним визначником або замінним терміном із «здоров'ям». Іншими словами, послуг охорони здоров'я недостатньо для здоров'я, як це розуміють медики — існують зовнішні чинники, які мають як тонкий, так і яскраво виражений позитивний і негативний вплив на здоров'я та благополуччя населення світу.

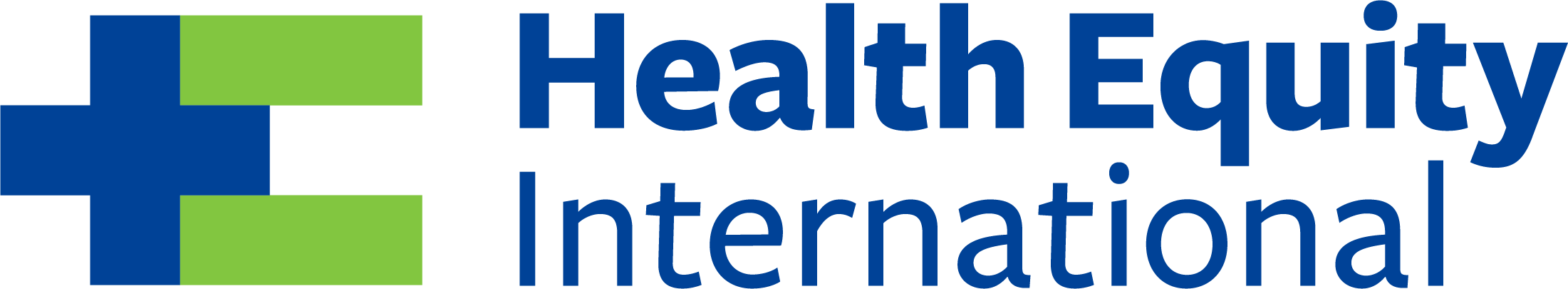
Логотип Health Equity

##### Справедливість у здоров'ї
У Загальному коментарі також міститься додаткове посилання на питання справедливості в охороні здоров'я, концепція, яка не розглядається в початковому Міжнародному пакті. У документі зазначається: «Пакт забороняє будь-яку дискримінацію в доступі до медичної допомоги та основних детермінантах здоров'я, а також у способах і правах на їх отримання». Крім того, відповідальність за пом'якшення дискримінації та її наслідків для здоров'я делегована державі: «Держави мають особливе зобов'язання забезпечити тих, хто не має достатніх засобів, необхідне медичне страхування та медичні установи, а також запобігати будь-якій дискримінації. на міжнародно заборонених підставах у наданні медичної допомоги та медичних послуг». Додаткова увага приділяється недискримінації за статтю, віком, інвалідністю чи приналежністю до корінних громад.

##### Обов'язки держав і міжнародних організацій
Наступні розділи Загального коментаря детально описують зобов'язання держав і міжнародних організацій щодо права на здоров'я. Зобов'язання націй поділяються на три категорії: зобов'язання поважати, зобов'язання захищати та зобов'язання виконувати право на здоров'я. Приклади (не вичерпного списку) включають запобігання дискримінації в доступі або наданні допомоги; утримання від обмежень доступу до засобів контрацепції або планування сім'ї; обмеження відмови в доступі до медичної інформації; зменшення забруднення навколишнього середовища; обмеження примусових та/або шкідливих культурних медичних практик; забезпечення справедливого доступу до соціальних детермінант здоров'я; надання відповідних інструкцій щодо акредитації медичних закладів, персоналу та обладнання. Міжнародні зобов'язання включають дозвіл на оздоровлення в інших країнах; запобігання порушенням здоров'я в інших країнах; співробітництво в наданні гуманітарної допомоги при лихах і надзвичайних ситуаціях; і утримання від використання ембарго на медичні товари або персонал як акт політичного чи економічного впливу.

### Конвенція про ліквідацію всіх форм дискримінації щодо жінок

Участь у Конвенції про ліквідацію всіх форм дискримінації щодо жінок (CEDAW)
Участь шляхом підписання та ратифікації
Участь шляхом приєднання або правонаступництва
Невизнана держава, яка дотримується договору
Тільки підписано
Не підписаноy

Стаття 12 Конвенції Організації Об'єднаних Націй про ліквідацію всіх форм дискримінації щодо жінок 1979 року визначає захист жінок від дискримінації за ознакою статі під час отримання медичних послуг і право жінок на медичне обслуговування, яке залежить від статі. Повний текст статті 12 говорить:
|  | Стаття 12: 1. Держави-учасниці вживають усіх необхідних заходів для ліквідації дискримінації щодо жінок у галузі охорони здоров'я з метою забезпечення на основі рівності чоловіків і жінок доступу до послуг з охорони здоров'я, у тому числі до послуг, пов'язаних з плануванням сім'ї. 2. Незалежно від положень пункту I цієї статті, держави-учасниці забезпечують жінкам відповідне обслуговування у зв'язку з вагітністю, пологами та післяпологовим періодом, надаючи, у разі необхідності, безкоштовні послуги, а також належне харчування під час вагітності та годування груддю. |

### Конвенція про права дитини

Держави-учасниці Конвенції про права дитини
Підписано і ратифіковано
Підписано, але не ратифіковано
Не підписано

У Конвенції про права дитини (1989) здоров'я згадується в кількох випадках. Стаття 3 закликає сторони гарантувати, що установи та заклади догляду за дітьми дотримуються стандартів охорони здоров'я. Стаття 17 визнає право дитини на доступ до інформації, що стосується її фізичного та психічного здоров'я та благополуччя. Стаття 23 містить конкретну згадку про права дітей-інвалідів, в тому числі охорону здоров'я, реабілітацію, профілактику. Стаття 24 детально описує здоров'я дитини та зазначає: «Сторони визнають право дитини на користування найвищим досяжним рівнем здоров'я та на засоби для лікування хвороб і відновлення здоров'я. Держави повинні прагнути забезпечити, щоб жодна дитина не була позбавлена свого права на доступ до таких медичних послуг». Для виконання цього положення Конвенція перераховує такі заходи:
|  | - Знизити рівень малюкової та дитячої смертності; - Забезпечити надання необхідної медичної допомоги та охорони здоров'я всім дітям з акцентом на розвиток первинної медико-санітарної допомоги; - Боротьба з хворобами та недоїданням, у тому числі в рамках первинної медико-санітарної допомоги, зокрема, шляхом застосування легкодоступних технологій та забезпечення достатньої кількості поживних продуктів харчування і чистої питної води, беручи до уваги небезпеку та ризики забруднення навколишнього середовища; - Забезпечити належне дородове та післяродове медичне обслуговування матерів; - Забезпечити, щоб усі верстви суспільства, зокрема батьки та діти, були поінформовані, мали доступ до освіти та отримували підтримку у використанні базових знань про здоров'я та харчування дітей, переваги грудного вигодовування, гігієну та санітарію довкілля, а також запобігання нещасним випадкам; - розвивати профілактичну охорону здоров'я, консультації для батьків та освіту і послуги з планування сім'ї. |

На веб-сайті Всесвітньої організації охорони здоров'я зазначено: «Конвенція про захист здоров'я є нормативною та правовою основою для роботи ВООЗ у широкому спектрі охорони здоров'я дітей та підлітків». Голдхаген представляє Конвенцію про права дитини як «шаблон для захисту інтересів дітей» і пропонує використовувати її як основу для зменшення нерівності та покращення результатів у здоров'ї дітей.

### Конвенція про права людей з інвалідністю
Стаття 25 Конвенції про права людей з інвалідністю (2006) визначає, що «люди з інвалідністю мають право на найвищий досяжний рівень здоров'я без дискримінації за ознакою інвалідності». Підпункти статті 25 стверджують, що держави повинні надавати інвалідам такий самий «діапазон, якість і стандарт» медичної допомоги, як і іншим особам, а також ті послуги, які спеціально необхідні для запобігання, виявлення та лікування інвалідності. Подальші положення визначають, що медичне обслуговування інвалідів повинно бути доступним у місцевих громадах і що догляд має бути географічно справедливим, з додатковими заявами проти відмови або нерівного надання медичних послуг (включно з «їжею та рідиною» та «страхуванням життя») на підстава інвалідності.
Гендрікс  критикує те, що конвенція не дає конкретного визначення терміну «інвалідність»; далі він стверджує, що «відсутність чіткого опису […] може зашкодити єдиному тлумаченню або принаймні поставити під загрозу послідовний захист, який прагне гарантувати Конвенція». Проте він визнає, що відсутність чіткого визначення «інвалідності» може піти на користь інвалідам, обмежуючи можливість держави обмежувати поширення положень конвенції на конкретні групи населення або осіб з певними захворюваннями.

### Визначення в навчальній літературі
Хоча теоретично більшість прав людини розглядаються як негативні права, тобто це сфери, у які суспільство не може втручатися чи обмежувати політичними діями, Мервін Сассер стверджує, що право на здоров'я є особливо унікальним і складним правом, оскільки воно часто виражається як позитивне право, де суспільство зобов'язане надавати певні ресурси та можливості населенню в цілому.
Далі Сассер наводить чотири положення, які, на його думку, охоплюються правом на здоров'я: справедливий доступ до охорони здоров'я та медичних послуг; «добросовісні» соціальні зусилля щодо сприяння рівному здоров'ю серед різних соціальних груп; засоби для вимірювання та оцінки рівності здоров'я; і рівні соціально-політичні системи, щоб надати всім сторонам унікальний голос у пропаганді та зміцненні здоров'я. Тут він обережно зауважив, що, хоча це, ймовірно, тягне за собою певний мінімальний стандарт доступу до ресурсів охорони здоров'я, це не гарантує і не вимагає справедливого стану здоров'я для кожної людини через властиві біологічні відмінності в стані здоров'я. Ця відмінність є важливою, оскільки деякі поширені критики «права на здоров'я» полягають у тому, що воно встановлює право на недосяжний стандарт і що воно прагне до стану здоров'я, який надто суб'єктивно змінюється від людини до людини або від одного суспільства. до наступного.
Хоча дискусія Сассера зосереджена на охороні здоров'я як на позитивному праві, Пол Гант спростовує цю точку зору та наводить аргумент, що право на охорону здоров'я також охоплює певні негативні права, такі як захист від дискримінації та право не отримувати медичну допомогу без добровільної згоди одержувача. Однак Гант визнає, що деякі позитивні права, такі як відповідальність суспільства приділяти особливу увагу потребам у сфері охорони здоров'я незахищених і вразливих верств населення, включені до права на здоров'я.
Пол Фармер розглядає проблему нерівного доступу до медичної допомоги у своїй статті «Основні інфекційні захворювання у світі — лікувати чи не лікувати». Він обговорює зростаючий «розрив у результатах» між групами населення, які отримують медичні втручання, і тими, які не отримують. Бідні люди не отримують такого ж ставлення, якщо воно взагалі є, як ті, хто має більші матеріальні здобутки. Високі витрати на ліки та лікування роблять бідним країнам проблематичним отримання рівного догляду. Він стверджує: «Досконалість без рівності постає як головна дилема охорони здоров'я у ХХІ столітті, пов'язана з правами людини».

## Право людини на охорону здоров'я

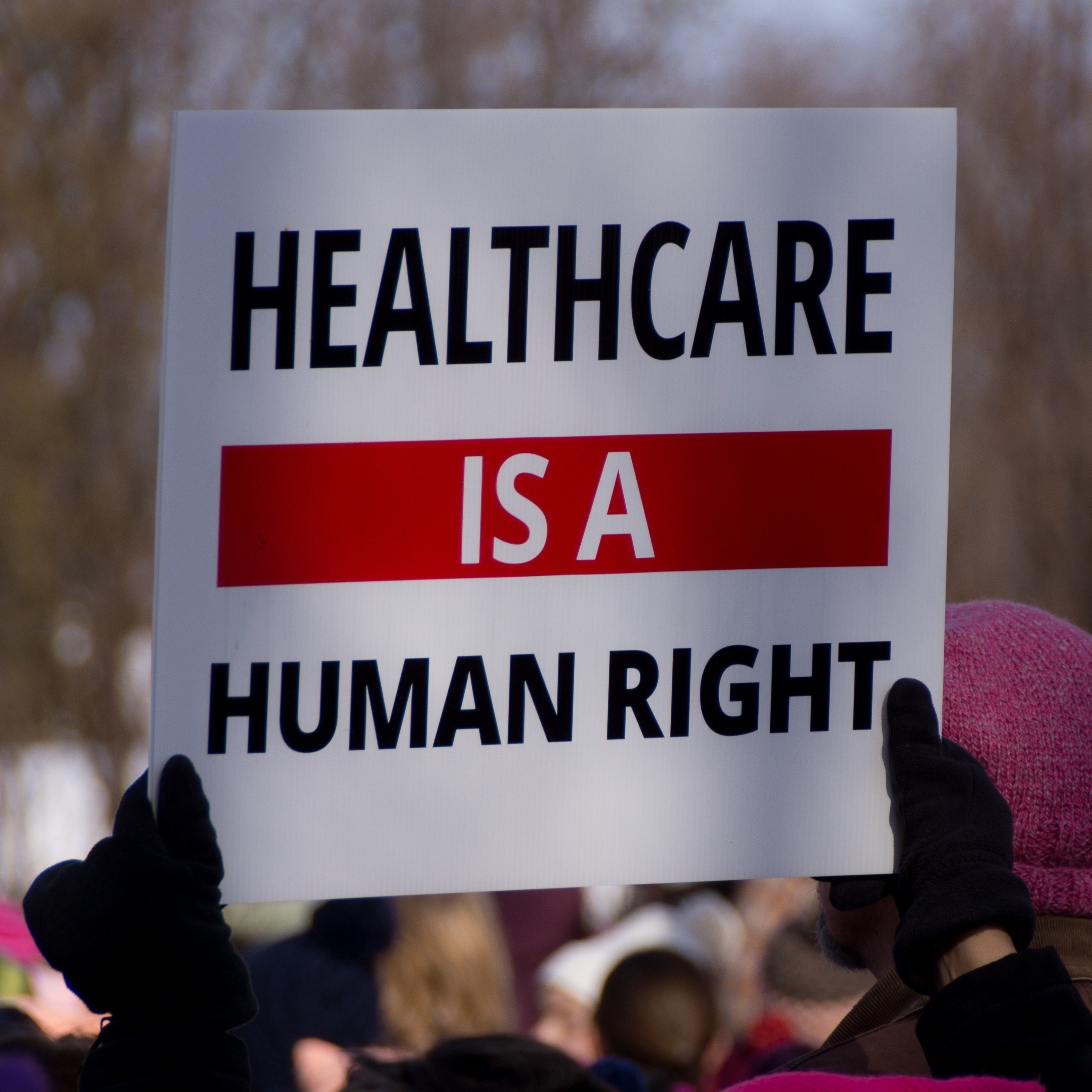
Знак «Охорона здоров'я — це право людини».

Альтернативним способом концептуалізації одного аспекту права на здоров'я є «право людини на охорону здоров'я». Примітно, що це охоплює як права пацієнта, так і постачальника послуг у наданні медичних послуг, причому останні так само є відкритими для частих зловживань з боку держав. Права пацієнтів у сфері надання медичних послуг включають: право на недоторканність приватного життя, інформацію, життя та якісне лікування, а також свободу від дискримінації, тортур і жорстокого, нелюдського або такого, що принижує гідність, поводження. Маргіналізовані групи, такі як мігранти та переміщені особи, расові та етнічні меншини, жінки, сексуальні меншини та ті, хто живе з ВІЛ, особливо вразливі до порушень прав людини в медичних закладах. Наприклад, расові та етнічні меншини можуть бути відокремлені в палати нижчої якості, інваліди можуть бути утримані та примусово лікуватися, споживачі наркотиків можуть бути відмовлені в лікуванні залежності, жінки можуть бути примушені до вагінального обстеження та можуть бути відмовлені в абортах, що рятують життя, підозрювані в гомосексуалізмі чоловіки можуть бути примушені до анального огляду, а жінки з маргінальних груп і трансгендерів можуть бути примусово стерилізовані.
Права провайдера включають: право на стандарти якості умов праці, право на вільне об'єднання та право відмовитися від виконання процедури на підставі своєї моралі. Медичні працівники часто стикаються з порушенням їхніх прав. Наприклад, особливо в країнах зі слабким верховенством права, постачальники медичних послуг часто змушені виконувати процедури, які заперечують їх мораль, відмовляють маргіналізованим групам у найкращих можливих стандартах лікування, порушують конфіденційність пацієнтів і приховують злочини проти людяності та катування. Крім того, провайдери, які не піддаються такому тиску, часто зазнають переслідувань. В даний час, особливо в Сполучених Штатах, багато дебатів навколо питання «свідомості постачальника», який зберігає за постачальниками право утримуватися від виконання процедур, які не відповідають їхньому моральному кодексу, таких як аборти.
Правова реформа як механізм боротьби та запобігання порушенням прав пацієнтів і постачальників послуг є перспективним підходом. Однак у країнах з перехідною економікою (новоутворених країнах, що перебувають на стадії реформування) та в інших умовах зі слабким верховенством права це може бути обмежено. Було сформульовано ресурси та інструменти для юристів, постачальників послуг і пацієнтів, зацікавлених у покращенні прав людини під час догляду за пацієнтами.

## Конституційне право на охорону здоров'я
багато  тепер конституції визнають право на здоров'я. Іноді ці права підлягають судовому розгляду, тобто їх можна відстоювати в суді. Дійсно, тенденція конституційної реформи в усьому світі полягала в тому, щоб закріпити право на охорону здоров'я та зробити його позовним. Сполучені Штати є стороною в цих тенденціях, принаймні на федеральному рівні. Проте, у США проводяться кампанії на підтримку конституційного визнання права на здоров'я. Там, де конституції визнають право на здоров'я, яке підлягає судовому розгляду, відповіді судів були неоднозначними.
У 2022 році Орегон став першим штатом, який закріпив конституційне право на охорону здоров'я через Закон № 111.

## Критика
Філіп Барлоу пише, що охорона здоров'я не повинна розглядатися як право людини через труднощі визначення того, що вона включає в себе, і де повинен бути встановлений «мінімальний стандарт» прав відповідно до права. Крім того, Барлоу стверджує, що права встановлюють обов'язки інших захищати або гарантувати їх, і що незрозуміло, хто несе соціальну відповідальність за право на здоров'я. Джон Берклі, погоджуючись із Барлоу, критикує також те, що право на здоров'я не враховує належним чином відповідальність людини за збереження власного здоров'я.
Річард Д. Ламм категорично виступає проти того, щоб охорона здоров'я була правом. Він визначає право як право, яке потрібно захищати будь-якою ціною, і концепцію, яка визначається та тлумачиться судовою системою. Щоб зробити охорону здоров'я правом, уряди вимагатимуть від уряду витратити значну частину своїх ресурсів, щоб забезпечити нею своїх громадян. Він стверджує, що система охорони здоров'я заснована на помилковому припущенні про необмежені ресурси. Обмежені ресурси заважають урядам надавати кожному належне медичне обслуговування, особливо в довгостроковій перспективі. Спроба забезпечити «вигідну» медичну допомогу всім людям, використовуючи обмежені ресурси, може призвести до економічного краху. Ламм стверджує, що доступ до охорони здоров'я є лише невеликою частиною у створенні здорового суспільства, і щоб створити здорове суспільство, ресурси також повинні витрачатися на соціальні ресурси.
Інша критика права на здоров'я полягає в тому, що воно неможливе. Імре Дж. П. Лофлер, колишній редактор Nairobi Hospital Proceedings і постійний автор Британського медичного журналу, стверджує, що фінансовий і матеріально-технічний тягар забезпечення медичної допомоги для всіх є недосяжним, і що обмеження ресурсів роблять нереальним обґрунтування права на продовження життя на невизначений термін. Натомість Лофлер припускає, що меті покращення здоров'я населення краще досягти через соціально-економічну політику, ніж через формальне право на здоров'я.